# Volksschule Sieghartskirchen
Die Volksschule Sieghartskirchen ist eine Volksschule mit Schwerpunkten zur Talentförderung in Sieghartskirchen im Bezirk Tulln, Niederösterreich.

## Geschichte
Seit ca. 1700 gab es die Landesfürstliche Pfarrschule. Von 1949 bis 1975 war die Volksschule in der Josef Reither Volks- und Hauptschule untergebracht.
Der Schulneubau als Zentralschule der Großgemeinde in der Tullner Straße begann 1974. Das Gebäude wurde 1975 eröffnet. Seit 1995 ist die Schule auf Initiative von Gerhard Beer, der die erste Musikklasse gründete, auch Musik-Volksschule.

## Architektur und Ausstattung
Das Gebäude ist ein typischer Bau der 1970er Jahre mit reichlich Platz und großen Hallen.  Von 2011 bis 2016 wurde es generalsaniert.
Die dreizehn Klassenräume sind alle mit einem Internetzugang ausgestattet. Die Schule hat zwei Werkstätten, einen Multifunktionsraum, eine Schülerbücherei, einen Speisesaal und drei Nachmittagsbetreuungsräume. Es gibt drei Pausenhallen, eine Sporthalle sowie einen Gymnastiksaal. Neben dem Pausen- und Schulhof gibt es Sportanlagen im Freien sowie einen Schulgarten.

## Pädagogik und Angebote
Die Schule bietet schülerzentrierten Unterricht und organisiert das Lernen nach Maria Montessori und Heinz Klippert. Sie ist Ausbildungsschule für  die Kirchliche Pädagogische Hochschule Wien/Krems. Als pädagogischen Schwerpunkt hat sie die Förderung der Talente zur Steigerung der  Lernmotivation und Stärkenorientierung gesetzt. Interessen und Begabungen werden durch  ganzheitliches Lernen und exemplarisches Lernen gefördert. Es werden gezielt Denk- und Strategieschulungen durchgeführt. In allen Klassen ist ein computerunterstütztes Lernen inklusive Internet möglich.
Es wird Mittagessen und eine Nachmittagsbetreuung bis 17 Uhr angeboten.

## Leitung
- 1970–1984 Ferdinand Spielauer
- 1984–2009 Josef Koller
- 2010–2020 Gerhard Beer
- seit 2020 Martha Hollergschwandtner

## Auszeichnungen
Die Schule wurde als Musik-Volksschule, Gesunde Schule, Bewegte Schule, Schule-Leben-Zukunft, Kreative Schule, Sportliche Schule mehrfach ausgezeichnet.